# 津田初子
津田 初子 （つだ はつこ、1842年2月24日（天保13年1月15日）- 1909年（明治42年）8月26日）は、江戸時代・明治時代の女性。夫は学農社の創立者、津田仙。青山女学院の創設には夫とともに貢献した。次女に後の津田塾大学の創立者、津田梅子がいる。津田 初（つだ はつ）とも言う。

## 略歴
天保13年1月15日（1842年2月24日）、幕臣（徒士）の津田大太郎（栄七）とその妻「ふく」の次女として、江戸・牛込南徒歩町に生まれる。姉の竹子は田安徳川家に仕えて田安慶頼の側室となり、徳川家達の母となっている。
初子は田安家に仕えたのち、二十歳で下総佐倉藩士で勘定頭元締だった小島善右衛門良親の四男である仙と結婚した。仙は津田家の婿養子となっている。1862年に長女琴子を、元治元年（1864年）に次女梅子(幼名｢梅｣むめと書いた)を出産。このあと初子はさらに慶応2年（1866年）に長男八朔を、明治2年（1869年）に次郎を、明治4年（1871年）に金吾と銀吾を、1873年（明治6年）にふき子を、1876年（明治9年）に純を、1878年（明治11年）まり子を、1880年（明治13年）によな子を、1881年（明治14年）にきよ子を、1884年（明治17年）にとみ子を授かるが、金吾、銀吾、きよ子は幼くして亡くなり、ふき子も早世している。
初子は琴・三味線などの遊芸に堪能であり、梅子にも踊りを習わせていたという。
1873年（明治6年）7月には、アメリカに留学中の梅子がキリスト教の洗礼を受けていた。1875年（明治8年）1月、初子は仙とともに東京でジュリアス・ソーパーによって洗礼を受け、東京では初となるメソヂストの信者となった。
1882年（明治15年）11月、梅子が日本に帰国するが、梅子は日本語をほとんど忘れており、英語を話せる仙と長女琴子の通訳により、初子と梅子はやっとの事で会話ができる状態であった。
1874年（明治7年）、のちの青山学院の母体のひとつとなる女子小学校の開設の際には夫の仙とともに貢献。
1908年（明治41年）4月24日、夫の仙が脳出血を起こし、汽車の中で死去。初子も翌1909年（明治42年）8月26日に鎌倉で没する。満67歳没。墓所は青山霊園。

## 家族
- 父：津田栄七
- 母：津田ふく
- 夫：津田仙：小島善右衛門良親の四男
- 子（五男七女）
  - 琴子　
  - 梅子
  - 八朔：のちの元親
  - 次郎
  - 金吾
  - 銀吾：金吾とふたご、生まれて間もなく死去。
  - ふき子
  - 純
  - まり子
  - よな子
  - きよ子
  - とみ子